# Apoditério

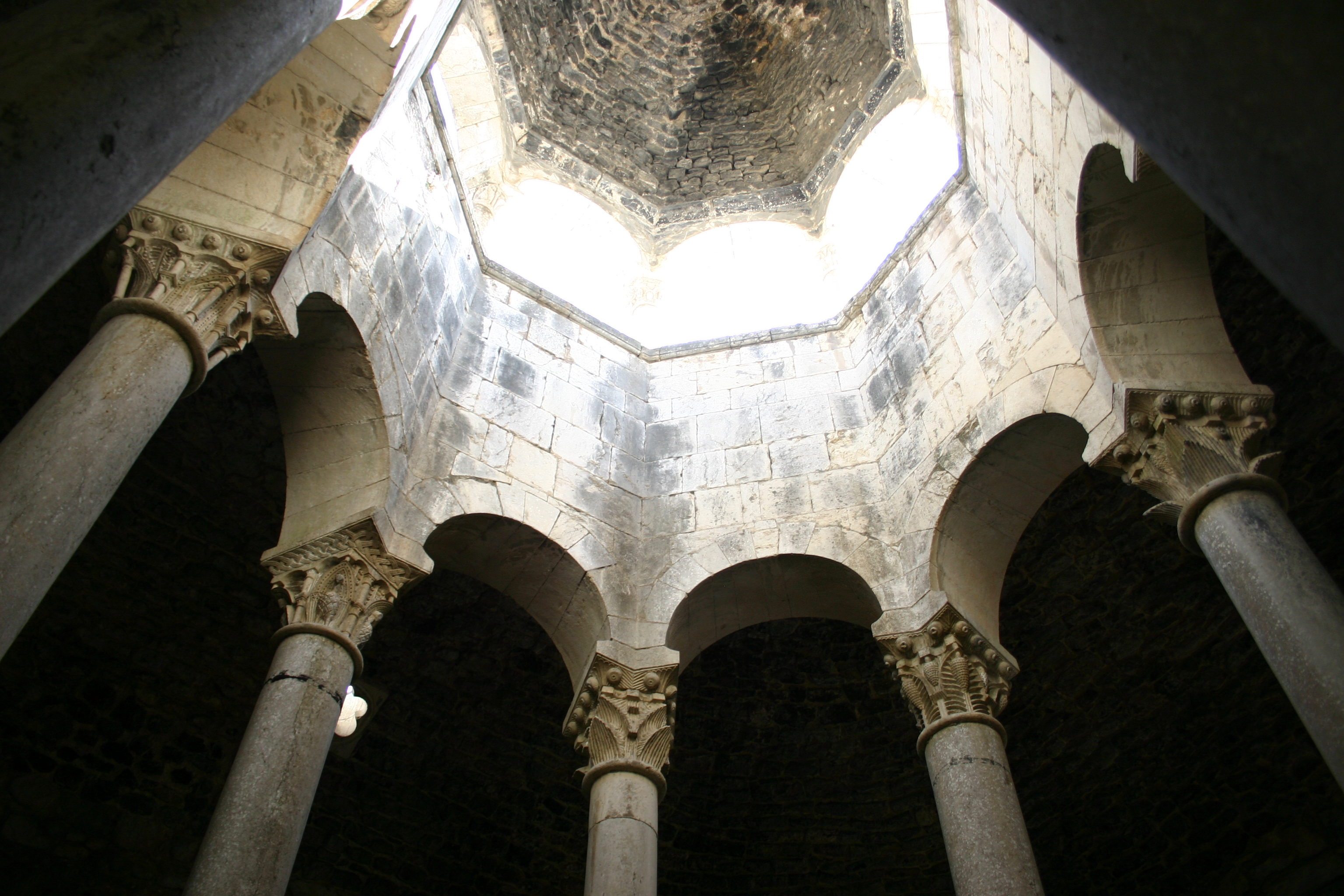
Apoditério árabe do século XIII em Girona, na Espanha

Apoditério (em latim: apodyterium), espoliário (spoliarium)[a] ou espoliatório (spoliatorium), nas termas romanas, era o cômodo no qual as pessoas podiam se despir e guardar seus pertences. Nalguns complexos, não existia como sala independente, estando associado ao frigidário.